# Rotlech
Der Rotlech ist ein rechter Zufluss des Lech im Österreichischen Bundesland Tirol mit einer Länge von knapp 20 Kilometern.

## Verlauf
Der Rotlech entspringt nördlich der Heiterwand im Gemeindegebiet von Tarrenz in einer Seehöhe von ca. 1580 m ü. A. Er fließt bei Rinnen über den Rotlechwasserfall und erreicht etwa einen Kilometer weiter nordwestlich den ab 1977 angestauten Rotlechstausee. Dieser hat eine Länge von ca. 1 km und wird als Wochenspeicher mit einem nutzbaren Inhalt von 1,1 Millionen Kubikmeter genutzt. Der Rotlech mündet bei Weißenbach am Lech in den Lech.

## Zuflüsse
- Loreggbach (rechts)
- Suwaldbach (rechts)
- Knodenbach (links)
- Krimplingbach (links)
- Brander Bach (rechts)
- Rotbach (links)
- Seebach (rechts)
- Liegfeistbach (links)